# Israel Broussard
Isaiah Israel Broussard (/ˈbruːsɑːrd/, sinh ngày 22/8/1994) là nam diễn viên người Mỹ. Anh từng tham gia trong các phim như The Bling Ring (2013), Perfect High (2015), H8RZ (2015), Happy Death Day (2017) và Happy Death Day 2U (2018).

## Thời thơ ấu
Broussard sinh ra ở Gulfport, Mississippi. Mẹ anh là bà Angela (nhũ danh: Clapp), làm nghề tư vấn mỹ phẩm cho hãng Mary Kay, cha anh là Lawrence Clayton Adams (1957–1999), qua đời khi anh mới bốn tuổi. Broussard và chị gái Aubrey sống ở Saucier, Mississippi cùng với mẹ và cha dượng, Gil Broussard, là một lập trình viên máy tính Anh có một người em trai cùng mẹ khác cha tên là Keller.

## Sự nghiệp
Broussard bắt đầu sự nghiệp của mình với những vai nhỏ như Garrett Einbinder trong bộ phim hài kịch Flipped (2010) và Josh trong phim hài The Chaperone (2011), trước khi giành được vai diễn Marc Hall trong phim tội phạm của Sofia Coppola có tựa The Bling Ring (2013). Anh ấy đã nhận được lời khen ngợi cho màn trình diễn của mình sau này, dựa trên nhóm những kẻ trộm tuổi teen ngoài đời thực, Bling Ring.
Năm 2013, Broussard diễn xuất cùng Lily Collins trong video ca nhạc cho M83 tựa "Claudia Lewis", đạo diễn bởi Bryce Dallas Howard. Sau đó, anh đóng vai Carson Taft trong phim Lifetime tựa Perfect High (2015). Năm sau, Broussard đóng vai Mike "Spice" Jennings trong bộ phim hài Good Kids.
Broussard đóng vai chính Carter Davis, đối diện Jessica Rothe, trong bộ phim kinh dị của Christopher Landon Happy Death Day (2017). Năm 2018, anh đã có một vai chính trong phim kinh dị xâm lược người ngoài hành tinh Extinction, và, vai Josh Sanderson, trong bộ phim chuyển thể từ tiểu thuyết lãng mạn dành cho người lớn trẻ tuổi của Jenny Han To All the Boys I've Loved Before, đạo diễn vởi Susan Johnson. Broussard sau đó sẽ tiếp tục vai trò của mình là Carter Davis trong phần tiếp theo Happy Death Day 2U.

## Danh sách phim

### Điện ảnh
| Năm  | Tựa                               | Vai                   | Ghi chú |
| ---- | --------------------------------- | --------------------- | ------- |
| 2010 | Flipped                           | Garrett Einbinder     |         |
| 2011 | The Chaperone                     | Josh                  |         |
| 2013 | The Bling Ring                    | Marc Hall             |         |
| 2014 | Earth to Echo                     | Cameron               |         |
| 2015 | H8RZ                              | Jack Stanton          |         |
| 2015 | Jack of the Red Hearts            | Robert Adams          |         |
| 2016 | Good Kids                         | Mike "Spice" Jennings |         |
| 2017 | Happy Death Day                   | Carter Davis          |         |
| 2017 | Say You Will                      | Bobby Nimitz          |         |
| 2018 | Extinction                        | Miles                 |         |
| 2018 | To All the Boys I've Loved Before | Josh Sanderson        |         |
| 2019 | Happy Death Day 2U                | Carter Davis          |         |

### Truyền hình
| Năm  | Tựa                     | Vai              | Ghi chú                |
| ---- | ----------------------- | ---------------- | ---------------------- |
| 2010 | Romantically Challenged | Justin Thomas    | 2 tập                  |
| 2013 | Sons of Anarchy         | Joey Noone       | Tập: "Sweet and Vaded" |
| 2015 | Perfect High            | Carson Taft      |                        |
| 2016 | Fear the Walking Dead   | James McCalister | 2 tập                  |

### Video âm nhạc
| Năm  | Tựa             | Nghệ sĩ |
| ---- | --------------- | ------- |
| 2013 | "Claudia Lewis" | M83     |